# 돌아온 남아
"돌아온 남아"는 1970년 공개된 대한민국의 영화이다.

## 배역
- 장동휘
- 전계현
- 김성옥
- 김희라
- 장혁
- 강계식
- 임지현
- 김수천